# Clasificación de CAF para la Copa Mundial de Fútbol de 2018
La Clasificación de CAF para la Copa Mundial de Fútbol de 2018 fue el torneo que determinó a los clasificados por parte de la Confederación Africana de Fútbol (CAF) a la Copa Mundial de Fútbol de 2018 a realizarse en Rusia. La competencia empezó el 7 de octubre de 2015 y finalizó el 14 de noviembre de 2017.
La CAF cuenta con 5 cupos para este proceso de clasificación, esto tras la decisión del Comité Ejecutivo de la FIFA de mantener la distribución de plazas por confederación para la Copa Mundial de 2018.

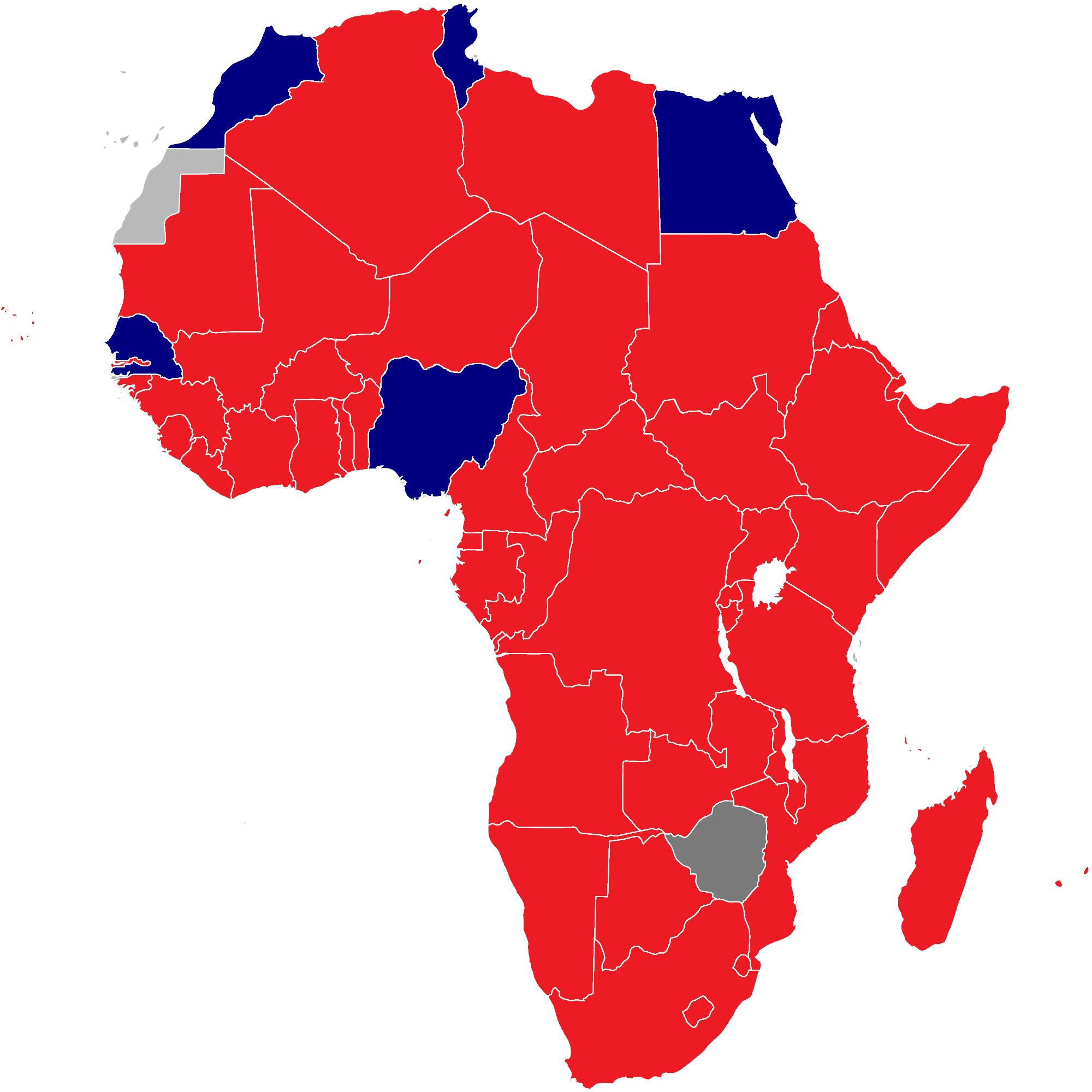
Equipo clasificado
Equipo eliminado
Equipo miembro de la CAF que no compitió

## Equipos participantes
De las 56 asociaciones nacionales de fútbol afiliadas a la CAF 54 se inscribieron para participar en el proceso clasificatorio, las selecciones de Zanzíbar y Reunión no participaron ya que aún no son miembros afiliados a la FIFA. El 12 de marzo de 2015 la selección de Zimbabue fue retirada de la competencia por la FIFA, esta sanción se produjo porque la Asociación de Fútbol de Zimbabue mantenía una deuda impaga con el entrenador José Claudinei.
Con la exclusión de Zimbabue se redujeron a 53 los equipos participantes, 26 de los cuales compitieron en la primera ronda y los 27 restantes ingresaron en la segunda.
Para determinar las selecciones que iniciaron su participación en la primera ronda y las que ingresaron en la segunda se clasificaron a los equipos de acuerdo con el ranking FIFA publicado el 9 de julio de 2015. Las 26 selecciones con el puesto más bajo iniciaron en la primera ronda, el resto de equipos ingresaron en la segunda.
Entre paréntesis se indica el puesto de cada selección en el ranking FIFA.
| 1. Argelia (19) 2. Costa de Marfil (21) 3. Ghana (25) 4. Túnez (32) 5. Senegal (39) 6. Camerún (42) 7. Congo (47) 8. Cabo Verde (52) 9. Egipto (55) 10. Nigeria (57) 11. Guinea (58) 12. República Democrática del Congo (60) 13. Malí (61) | 14. Guinea Ecuatorial (63) 15. Gabón (65) 16. Sudáfrica (70) 17. Zambia (71) 18. Burkina Faso (72) 19. Uganda (73) 20. Ruanda (78) 21. Togo (83) 22. Marruecos (84) 23. Sudán (90) 24. Angola (92) 25. Mozambique (95) 26. Benín (96) 27. Libia (96) |

| 28. Níger (96) 29. Etiopía (101) 30. Malaui (108) 31. Sierra Leona (111) 32. Namibia (114) 33. Kenia (116) 34. Botsuana (120) 35. Madagascar (122) 36. Mauritania (128) 37. Burundi (131) 38. Lesoto (131) 39. Guinea-Bisáu (133) 40. Suazilandia (138) | 41. Tanzania (139) 42. Gambia (143) 43. Liberia (161) 44. República Centroafricana (170) 45. Chad (173) 46. Mauricio (180) 47. Seychelles (186) 48. Comoras (187) 49. Santo Tomé y Príncipe (189) 50. Sudán del Sur (195) 51. Eritrea (204) 52. Somalia (205) 53. Yibuti (207) |

### Sorteos
La primera y segunda ronda del torneo se sortearon conjuntamente el 25 de julio de 2015 en San Petersburgo, Rusia, dentro del marco del sorteo preliminar de la Copa Mundial de Fútbol de 2018. Para el sorteo de la primera ronda se dividieron a las 26 selecciones involucradas en dos bombos según su ubicación en el ranking FIFA de julio de 2015, los posicionados del puesto 28 al 40 en el bombo 4 y los ubicados del puesto 41 al 53 en el bombo 5, las trece series se conformaron con un equipo de cada bombo.
Para el sorteo de la segunda ronda se dividieron a las 27 selecciones que ingresan en esta instancia en tres bombos según su ubicación en el ranking FIFA de julio de 2015, los 13 mejores equipos en el bombo 1, los posicionados del puesto 14 al 20 en el bombo 2 y los ubicados del puesto 21 al 27 en el bombo 3. Los equipos del bombo uno fueron sorteados en primer lugar para definir los emparejamientos con los ganadores de las 13 series de la ronda anterior, de esta manera quedaron conformadas las trece primeras series de la segunda ronda. Las 7 series restantes se conformaron con un equipo del bombo 2 y otro del bombo 3.
El sorteo de la tercera ronda se llevó a cabo una vez finalizada la segunda ronda en lugar y fecha que fueron establecidas por la Comisión Organizadora de la Copa Mundial de la FIFA Rusia 2018.

## Formato de competición
El torneo clasificatorio africano consta de 3 rondas, las dos primeras rondas preliminares y la tercera una fase de grupos:
En la primera ronda participan las 26 selecciones con el ranking FIFA más bajo correspondiente al mes de julio de 2015. Los veintiséis equipos formaron 13 series de 2 equipos y se enfrentan en partidos de ida y vuelta con un sistema de eliminación directa, los ganadores de cada serie clasifican a la segunda ronda.
En la segunda ronda ingresan a la competición las 27 selecciones restantes las cuales, junto a las 13 ganadoras procedentes de la ronda anterior, formaron 20 series de 2 equipos y se enfrentan en partidos de ida y vuelta con un sistema de eliminación directa, los ganadores de cada serie clasifican a la tercera ronda.
La tercera ronda consta de 5 grupos de 4 equipos, cada equipo juega contra sus tres rivales de grupo en partidos de ida y vuelta con un sistema de todos contra todos. Clasifica a la Copa Mundial de Fútbol de 2018 el primer lugar de cada grupo.
En un principio la CAF determinó que serían tres las rondas preliminares, sin embargo, fueron reducidas a dos de acuerdo a la información entregada por la FIFA en julio de 2015.

## Calendario
Programación del torneo de acuerdo al calendario de competencias de la CAF.
| Ronda         | Jornada   | Fecha                                       |
| ------------- | --------- | ------------------------------------------- |
| Primera ronda | Ida       | Del 5 al 13 de octubre de 2015              |
| Primera ronda | Vuelta    | Del 5 al 13 de octubre de 2015              |
| Segunda ronda | Ida       | Del 9 al 17 de noviembre de 2015            |
| Segunda ronda | Vuelta    | Del 9 al 17 de noviembre de 2015            |
| Tercera ronda | Jornada 1 | Del 3 al 11 de octubre de 2016              |
| Tercera ronda | Jornada 2 | Del 7 al 15 de noviembre de 2016            |
| Tercera ronda | Jornada 3 | Del 28 de agosto al 1 de septiembre de 2017 |
| Tercera ronda | Jornada 4 | Del 2 al 5 de septiembre de 2017            |
| Tercera ronda | Jornada 5 | Del 2 al 10 de octubre de 2017              |
| Tercera ronda | Jornada 6 | Del 10 al 14 de noviembre de 2017           |

## Primera ronda
Veintiséis selecciones, distribuidas en 13 series de dos equipos, participaron en esta ronda. Los emparejamientos quedaron definidos mediante un sorteo que se realizó el 25 de julio de 2015 en San Petersburgo, Rusia, y se llevaron a cabo del 7 al 13 de octubre de 2015. Clasificaron a la siguiente ronda los ganadores de cada serie.
| Fecha                    | Lugar                     | Local                    |                                        | Resultado                                                       |                                        | Visitante                |
| ------------------------ | ------------------------- | ------------------------ | -------------------------------------- | --------------------------------------------------------------- | -------------------------------------- | ------------------------ |
| 9 de octubre de 2015     | Adís Abeba (Etiopía)      | Somalia                  | Bandera de Somalia                     | 0 – 2 Archivado el 2 de octubre de 2015 en Wayback Machine.     | Bandera de Niger                       | Níger                    |
| 13 de octubre de 2015    | Niamey                    | Níger                    | Bandera de Niger                       | 4 – 0 Archivado el 9 de octubre de 2015 en Wayback Machine.     | Bandera de Somalia                     | Somalia                  |
| 7 y 8 de octubre de 2015 | Yuba                      | Sudán del Sur            | Bandera de Sudán del Sur               | 1 – 1 Archivado el 28 de septiembre de 2015 en Wayback Machine. | Bandera de Mauritania                  | Mauritania               |
| 13 de octubre de 2015    | Nuakchot                  | Mauritania               | Bandera de Mauritania                  | 4 – 0 Archivado el 28 de septiembre de 2015 en Wayback Machine. | Bandera de Sudán del Sur               | Sudán del Sur            |
| 9 de octubre de 2015     | Bakau                     | Gambia                   | Bandera de Gambia                      | 1 – 1 Archivado el 24 de septiembre de 2015 en Wayback Machine. | Bandera de Namibia                     | Namibia                  |
| 13 de octubre de 2015    | Windhoek                  | Namibia                  | Bandera de Namibia                     | 2 – 1 Archivado el 25 de septiembre de 2015 en Wayback Machine. | Bandera de Gambia                      | Gambia                   |
| 8 de octubre de 2015     | Santo Tomé                | Santo Tomé y Príncipe    | Bandera de Santo Tomé y Príncipe       | 1 – 0 Archivado el 27 de septiembre de 2015 en Wayback Machine. | Bandera de Etiopía                     | Etiopía                  |
| 11 de octubre de 2015    | Adís Abeba                | Etiopía                  | Bandera de Etiopía                     | 3 – 0 Archivado el 26 de septiembre de 2015 en Wayback Machine. | Bandera de Santo Tomé y Príncipe       | Santo Tome y Príncipe    |
| 10 de octubre de 2015    | Yamena                    | Chad                     | Bandera de Chad                        | 1 – 0 Archivado el 24 de septiembre de 2015 en Wayback Machine. | Bandera de Sierra Leona                | Sierra Leona             |
| 13 de octubre de 2015    | Port Harcourt (Nigeria)   | Sierra Leona             | Bandera de Sierra Leona                | 2 – 1 Archivado el 30 de septiembre de 2015 en Wayback Machine. | Bandera de Chad                        | Chad                     |
| 7 de octubre de 2015     | Moroni                    | Comoras                  | Bandera de Comoras                     | 0 – 0 Archivado el 24 de septiembre de 2015 en Wayback Machine. | Bandera de Lesoto                      | Lesoto                   |
| 13 de octubre de 2015    | Maseru                    | Lesoto                   | Bandera de Lesoto                      | 1 – 1 Archivado el 24 de septiembre de 2015 en Wayback Machine. | Bandera de Comoras                     | Comoras                  |
| 9 de octubre de 2015     | Yibuti                    | Yibuti                   | Bandera de Yibuti                      | 0 – 6 Archivado el 24 de septiembre de 2015 en Wayback Machine. | Bandera de Suazilandia                 | Suazilandia              |
| 17 de octubre de 2015    | Lobamba                   | Suazilandia              | Bandera de Suazilandia                 | 2 – 1 Archivado el 26 de octubre de 2015 en Wayback Machine.    | Bandera de Yibuti                      | Yibuti                   |
| 10 de octubre de 2015    | Asmara                    | Eritrea                  | Bandera de Eritrea                     | 0 – 2 Archivado el 1 de octubre de 2015 en Wayback Machine.     | Bandera de Botsuana                    | Botsuana                 |
| 13 de octubre de 2015    | Francistown               | Botsuana                 | Bandera de Botsuana                    | 3 – 1 Archivado el 30 de septiembre de 2015 en Wayback Machine. | Bandera de Eritrea                     | Eritrea                  |
| 7 de octubre de 2015     | Roche Caiman              | Seychelles               | Bandera de Seychelles                  | 0 – 1 Archivado el 24 de septiembre de 2015 en Wayback Machine. | Bandera de Burundi                     | Burundi                  |
| 13 de octubre de 2015    | Buyumbura                 | Burundi                  | Bandera de Burundi                     | 2 – 0 Archivado el 26 de septiembre de 2015 en Wayback Machine. | Bandera de Seychelles                  | Seychelles               |
| 8 de octubre de 2015     | Monrovia                  | Liberia                  | Bandera de Liberia                     | 1 – 1 Archivado el 28 de septiembre de 2015 en Wayback Machine. | Bandera de Guinea-Bisáu                | Guinea-Bisáu             |
| 13 de octubre de 2015    | Bisáu                     | Guinea-Bisáu             | Bandera de Guinea-Bisáu                | 1 – 3 Archivado el 26 de septiembre de 2015 en Wayback Machine. | Bandera de Liberia                     | Liberia                  |
| 10 de octubre de 2015    | Antananarivo (Madagascar) | República Centroafricana | Bandera de la República Centroafricana | 0 – 3 Archivado el 24 de septiembre de 2015 en Wayback Machine. | Bandera de Madagascar                  | Madagascar               |
| 13 de octubre de 2015    | Antananarivo              | Madagascar               | Bandera de Madagascar                  | 2 – 2 Archivado el 24 de septiembre de 2015 en Wayback Machine. | Bandera de la República Centroafricana | República Centroafricana |
| 7 de octubre de 2015     | Belle Vue Maurel          | Mauricio                 | Bandera de Mauricio                    | 2 – 5 Archivado el 24 de septiembre de 2015 en Wayback Machine. | Bandera de Kenia                       | Kenia                    |
| 11 de octubre de 2015    | Nairobi                   | Kenia                    | Bandera de Kenia                       | 0 – 0 Archivado el 24 de septiembre de 2015 en Wayback Machine. | Bandera de Mauricio                    | Mauricio                 |
| 7 de octubre de 2015     | Dar es-Salam              | Tanzania                 | Bandera de Tanzania                    | 2 – 0 Archivado el 28 de septiembre de 2015 en Wayback Machine. | Bandera de Malaui                      | Malaui                   |
| 11 de octubre de 2015    | Blantyre                  | Malaui                   | Bandera de Malaui                      | 1 – 0 Archivado el 4 de marzo de 2016 en Wayback Machine.       | Bandera de Tanzania                    | Tanzania                 |

## Segunda ronda
Cuarenta selecciones, distribuidas en 20 series de dos equipos, participaron en esta ronda, 13 procedentes de la ronda anterior y las 27 selecciones restantes que inician su participación en esta instancia. Los emparejamientos quedaron definidos mediante un sorteo que se realizó el 25 de julio de 2015 en San Petersburgo, Rusia, y los partidos se llevaron a cabo del 9 al 17 de noviembre de 2015. Clasificaron a la siguiente ronda los ganadores de cada serie.
| Fecha                   | Lugar                  | Local                      |                                            | Resultado                                                              |                                            | Visitante                  |
| ----------------------- | ---------------------- | -------------------------- | ------------------------------------------ | ---------------------------------------------------------------------- | ------------------------------------------ | -------------------------- |
| 13 de noviembre de 2015 | Niamey                 | Níger                      | Bandera de Niger                           | 0 – 3 Archivado el 14 de noviembre de 2015 en Wayback Machine.         | Bandera de Camerún                         | Camerún                    |
| 17 de noviembre de 2015 | Yaundé                 | Camerún                    | Bandera de Camerún                         | 0 – 0 Archivado el 18 de noviembre de 2015 en Wayback Machine.         | Bandera de Niger                           | Níger                      |
| 13 de noviembre de 2015 | Nuakchot               | Mauritania                 | Bandera de Mauritania                      | 1 – 2 Archivado el 14 de noviembre de 2015 en Wayback Machine.         | Bandera de Túnez                           | Túnez                      |
| 17 de noviembre de 2015 | Radès                  | Túnez                      | Bandera de Túnez                           | 2 – 1 Archivado el 18 de noviembre de 2015 en Wayback Machine.         | Bandera de Mauritania                      | Mauritania                 |
| 12 de noviembre de 2015 | Windhoek               | Namibia                    | Bandera de Namibia                         | 0 – 1 Archivado el 14 de noviembre de 2015 en Wayback Machine.         | Bandera de Guinea                          | Guinea                     |
| 15 de noviembre de 2015 | Casablanca (Marruecos) | Guinea                     | Bandera de Guinea                          | 2 - 0 Archivado el 14 de noviembre de 2015 en Wayback Machine.         | Bandera de Namibia                         | Namibia                    |
| 14 de noviembre de 2015 | Adís Abeba             | Etiopía                    | Bandera de Etiopía                         | 3 – 4 Archivado el 14 de noviembre de 2015 en Wayback Machine.         | Bandera de República del Congo             | Congo                      |
| 17 de noviembre de 2015 | Brazzaville            | Congo                      | Bandera de República del Congo             | 2 – 1 Archivado el 18 de noviembre de 2015 en Wayback Machine.         | Bandera de Etiopía                         | Etiopía                    |
| 14 de noviembre de 2015 | Yamena                 | Chad                       | Bandera de Chad                            | 1 – 0 Archivado el 16 de diciembre de 2017 en Wayback Machine.         | Bandera de Egipto                          | Egipto                     |
| 17 de noviembre de 2015 | El Cairo               | Egipto                     | Bandera de Egipto                          | 4 – 0 Archivado el 16 de diciembre de 2017 en Wayback Machine.         | Bandera de Chad                            | Chad                       |
| 13 de noviembre de 2015 | Mitsamiouli            | Comoras                    | Bandera de Comoras                         | 0 – 0 Archivado el 14 de noviembre de 2015 en Wayback Machine.         | Bandera de Ghana                           | Ghana                      |
| 17 de noviembre de 2015 | Kumasi                 | Ghana                      | Bandera de Ghana                           | 2 – 0 Archivado el 18 de noviembre de 2015 en Wayback Machine.         | Bandera de Comoras                         | Comoras                    |
| 13 de noviembre de 2015 | Lobamba                | Suazilandia                | Bandera de Suazilandia                     | 0 – 0 Archivado el 14 de noviembre de 2015 en Wayback Machine.         | Bandera de Nigeria                         | Nigeria                    |
| 17 de noviembre de 2015 | Port Harcourt          | Nigeria                    | Bandera de Nigeria                         | 2 – 0 Archivado el 18 de noviembre de 2015 en Wayback Machine.         | Bandera de Suazilandia                     | Suazilandia                |
| 14 de noviembre de 2015 | Francistown            | Botsuana                   | Bandera de Botsuana                        | 2 – 1 Archivado el 14 de noviembre de 2015 en Wayback Machine.         | Bandera de Mali                            | Malí                       |
| 17 de noviembre de 2015 | Bamako                 | Malí                       | Bandera de Mali                            | 2 – 0 Archivado el 18 de noviembre de 2015 en Wayback Machine.         | Bandera de Botsuana                        | Botsuana                   |
| 12 de noviembre de 2015 | Buyumbura              | Burundi                    | Bandera de Burundi                         | 2 – 3 Archivado el 14 de noviembre de 2015 en Wayback Machine.         | Bandera de República Democrática del Congo | Rep. Democrática del Congo |
| 15 de noviembre de 2015 | Kinshasa               | Rep. Democrática del Congo | Bandera de República Democrática del Congo | 2 – 2 Archivado el 14 de noviembre de 2015 en Wayback Machine.         | Bandera de Burundi                         | Burundi                    |
| 13 de noviembre de 2015 | Monrovia               | Liberia                    | Bandera de Liberia                         | 0 – 1 Archivado el 14 de noviembre de 2015 en Wayback Machine.         | Bandera de Costa de Marfil                 | Costa de Marfil            |
| 17 de noviembre de 2015 | Abiyán                 | Costa de Marfil            | Bandera de Costa de Marfil                 | 3 – 0 Archivado el 18 de noviembre de 2015 en Wayback Machine.         | Bandera de Liberia                         | Liberia                    |
| 13 de noviembre de 2015 | Antananarivo           | Madagascar                 | Bandera de Madagascar                      | 2 – 2 Archivado el 14 de noviembre de 2015 en Wayback Machine.         | Bandera de Senegal                         | Senegal                    |
| 17 de noviembre de 2015 | Dakar                  | Senegal                    | Bandera de Senegal                         | 3 – 0 Archivado el 18 de noviembre de 2015 en Wayback Machine.         | Bandera de Madagascar                      | Madagascar                 |
| 13 de noviembre de 2015 | Nairobi                | Kenia                      | Bandera de Kenia                           | 1 – 0 Archivado el 14 de noviembre de 2015 en Wayback Machine.         | Bandera de Cabo Verde                      | Cabo Verde                 |
| 17 de noviembre de 2015 | Praia                  | Cabo Verde                 | Bandera de Cabo Verde                      | 2 – 0 Archivado el 18 de noviembre de 2015 en Wayback Machine.         | Bandera de Kenia                           | Kenia                      |
| 14 de noviembre de 2015 | Dar es-Salam           | Tanzania                   | Bandera de Tanzania                        | 2 – 2 Archivado el 14 de noviembre de 2015 en Wayback Machine.         | Bandera de Argelia                         | Argelia                    |
| 17 de noviembre de 2015 | Blida                  | Argelia                    | Bandera de Argelia                         | 7 – 0 Archivado el 18 de noviembre de 2015 en Wayback Machine.         | Bandera de Tanzania                        | Tanzania                   |
| 11 de noviembre de 2015 | Jartum                 | Sudán                      | Bandera de Sudán                           | 0 – 1 Archivado el 14 de noviembre de 2015 en Wayback Machine.         | Bandera de Zambia                          | Zambia                     |
| 15 de noviembre de 2015 | Ndola                  | Zambia                     | Bandera de Zambia                          | 2 – 0 Archivado el 14 de noviembre de 2015 en Wayback Machine.         | Bandera de Sudán                           | Sudán                      |
| 13 de noviembre de 2015 | Susa (Túnez)           | Libia                      | Bandera de Libia                           | 1 – 0 Archivado el 14 de noviembre de 2015 en Wayback Machine.         | Bandera de Ruanda                          | Ruanda                     |
| 17 de noviembre de 2015 | Kigali                 | Ruanda                     | Bandera de Ruanda                          | 1 – 3 Archivado el 18 de noviembre de 2015 en Wayback Machine.         | Bandera de Libia                           | Libia                      |
| 12 de noviembre de 2015 | Agadir                 | Marruecos                  | Bandera de Marruecos                       | 2 – 0 Archivado el 14 de noviembre de 2015 en Wayback Machine.         | Bandera de Guinea Ecuatorial               | Guinea Ecuatorial          |
| 15 de noviembre de 2015 | Bata                   | Guinea Ecuatorial          | Bandera de Guinea Ecuatorial               | 1 – 0 Archivado el 14 de noviembre de 2015 en Wayback Machine.         | Bandera de Marruecos                       | Marruecos                  |
| 11 de noviembre de 2015 | Maputo                 | Mozambique                 | Bandera de Mozambique                      | 1 – 0 Archivado el 14 de noviembre de 2015 en Wayback Machine.         | Bandera de Gabón                           | Gabón                      |
| 14 de noviembre de 2015 | Libreville             | Gabón                      | Bandera de Gabón                           | (4) 1 – 0 (3) Archivado el 14 de noviembre de 2015 en Wayback Machine. | Bandera de Mozambique                      | Mozambique                 |
| 12 de noviembre de 2015 | Cotonú                 | Benín                      | Bandera de Benín                           | 2 – 1 Archivado el 14 de noviembre de 2015 en Wayback Machine.         | Bandera de Burkina Faso                    | Burkina Faso               |
| 17 de noviembre de 2015 | Uagadugú               | Burkina Faso               | Bandera de Burkina Faso                    | 2 – 0 Archivado el 18 de noviembre de 2015 en Wayback Machine.         | Bandera de Benín                           | Benín                      |
| 12 de noviembre de 2015 | Lomé                   | Togo                       | Bandera de Togo                            | 0 – 1 Archivado el 14 de noviembre de 2015 en Wayback Machine.         | Bandera de Uganda                          | Uganda                     |
| 15 de noviembre de 2015 | Kampala                | Uganda                     | Bandera de Uganda                          | 3 – 0 Archivado el 14 de noviembre de 2015 en Wayback Machine.         | Bandera de Togo                            | Togo                       |
| 13 de noviembre de 2015 | Benguela               | Angola                     | Bandera de Angola                          | 1 – 3 Archivado el 14 de noviembre de 2015 en Wayback Machine.         | Bandera de Sudáfrica                       | Sudáfrica                  |
| 17 de noviembre de 2015 | Durban                 | Sudáfrica                  | Bandera de Sudáfrica                       | 1 – 0 Archivado el 18 de noviembre de 2015 en Wayback Machine.         | Bandera de Angola                          | Angola                     |

## Tercera ronda
Las veinte selecciones ganadoras de la segunda ronda fueron distribuidas en cinco grupos de cuatro equipos. Los grupos quedaron definidos luego de un sorteo realizado el 24 de junio de 2016 en la sede de la CAF en El Cairo, Egipto y los partidos se llevaron a cabo del 7 de octubre de 2016 al 14 de noviembre de 2017. Las selecciones que consiguieron obtener la primera posición de cada grupo se clasificaron para la Copa Mundial de Fútbol de 2018.
     – Clasificados a la Copa Mundial de Fútbol de 2018.

### Grupo A
| Selección   | Pts. | PJ | PG | PE | PP | GF | GC | Dif |
| ----------- | ---- | -- | -- | -- | -- | -- | -- | --- |
| Túnez       | 14   | 6  | 4  | 2  | 0  | 11 | 4  | 7   |
| R. D. Congo | 13   | 6  | 4  | 1  | 1  | 14 | 7  | 7   |
| Libia       | 4    | 6  | 1  | 1  | 4  | 4  | 10 | -6  |
| Guinea      | 3    | 6  | 1  | 0  | 5  | 6  | 14 | -8  |

| Fecha                   | Lugar            | Local       |                                            | Resultado                                                       |                                            | Visitante   |
| ----------------------- | ---------------- | ----------- | ------------------------------------------ | --------------------------------------------------------------- | ------------------------------------------ | ----------- |
| 8 de octubre de 2016    | Kinsasa          | R. D. Congo | Bandera de República Democrática del Congo | 4 – 0 Archivado el 20 de septiembre de 2016 en Wayback Machine. | Bandera de Libia                           | Libia       |
| 8 de octubre de 2016    | Monastir         | Túnez       | Bandera de Túnez                           | 2 – 0 Archivado el 20 de septiembre de 2016 en Wayback Machine. | Bandera de Guinea                          | Guinea      |
| 11 de noviembre de 2016 | Argel (Argelia)  | Libia       | Bandera de Libia                           | 0 – 1 Archivado el 8 de noviembre de 2016 en Wayback Machine.   | Bandera de Túnez                           | Túnez       |
| 13 de noviembre de 2016 | Conakri          | Guinea      | Bandera de Guinea                          | 1 – 2 Archivado el 8 de noviembre de 2016 en Wayback Machine.   | Bandera de República Democrática del Congo | R. D. Congo |
| 31 de agosto de 2017    | Conakri          | Guinea      | Bandera de Guinea                          | 3 – 2 Archivado el 8 de noviembre de 2016 en Wayback Machine.   | Bandera de Libia                           | Libia       |
| 1 de septiembre de 2017 | Radès            | Túnez       | Bandera de Túnez                           | 2 – 1 Archivado el 8 de noviembre de 2016 en Wayback Machine.   | Bandera de República Democrática del Congo | R. D. Congo |
| 4 de septiembre de 2017 | Monastir (Túnez) | Libia       | Bandera de Libia                           | 1 – 0 Archivado el 26 de agosto de 2017 en Wayback Machine.     | Bandera de Guinea                          | Guinea      |
| 5 de septiembre de 2017 | Kinsasa          | R. D. Congo | Bandera de República Democrática del Congo | 2 – 2 Archivado el 26 de agosto de 2017 en Wayback Machine.     | Bandera de Túnez                           | Túnez       |
| 7 de octubre de 2017    | Conakri          | Guinea      | Bandera de Guinea                          | 1 – 4 Archivado el 26 de agosto de 2017 en Wayback Machine.     | Bandera de Túnez                           | Túnez       |
| 7 de octubre de 2017    | Monastir (Túnez) | Libia       | Bandera de Libia                           | 1 – 2 Archivado el 26 de agosto de 2017 en Wayback Machine.     | Bandera de República Democrática del Congo | R. D. Congo |
| 11 de noviembre de 2017 | Kinsasa          | R. D. Congo | Bandera de República Democrática del Congo | 3 – 1 Archivado el 15 de octubre de 2017 en Wayback Machine.    | Bandera de Guinea                          | Guinea      |
| 11 de noviembre de 2017 | Radès            | Túnez       | Bandera de Túnez                           | 0 – 0 Archivado el 15 de octubre de 2017 en Wayback Machine.    | Bandera de Libia                           | Libia       |

### Grupo B
| Selección | Pts. | PJ | PG | PE | PP | GF | GC | Dif |
| --------- | ---- | -- | -- | -- | -- | -- | -- | --- |
| Nigeria   | 13   | 6  | 4  | 1  | 1  | 11 | 6  | 5   |
| Zambia    | 8    | 6  | 2  | 2  | 2  | 8  | 7  | 1   |
| Camerún   | 7    | 6  | 1  | 4  | 1  | 7  | 9  | -2  |
| Argelia   | 4    | 6  | 1  | 1  | 4  | 6  | 10 | -4  |

| Fecha                   | Lugar       | Local   |                    | Resultado                                                       |                    | Visitante |
| ----------------------- | ----------- | ------- | ------------------ | --------------------------------------------------------------- | ------------------ | --------- |
| 9 de octubre de 2016    | Ndola       | Zambia  | Bandera de Zambia  | 1 – 2 Archivado el 23 de septiembre de 2016 en Wayback Machine. | Bandera de Nigeria | Nigeria   |
| 9 de octubre de 2016    | Blida       | Argelia | Bandera de Argelia | 1 – 1 Archivado el 23 de septiembre de 2016 en Wayback Machine. | Bandera de Camerún | Camerún   |
| 12 de noviembre de 2016 | Limbe       | Camerún | Bandera de Camerún | 1 – 1 Archivado el 8 de noviembre de 2016 en Wayback Machine.   | Bandera de Zambia  | Zambia    |
| 12 de noviembre de 2016 | Uyo         | Nigeria | Bandera de Nigeria | 3 – 1 Archivado el 8 de noviembre de 2016 en Wayback Machine.   | Bandera de Argelia | Argelia   |
| 1 de septiembre de 2017 | Uyo         | Nigeria | Bandera de Nigeria | 4 – 0 Archivado el 26 de agosto de 2017 en Wayback Machine.     | Bandera de Camerún | Camerún   |
| 2 de septiembre de 2017 | Lusaka      | Zambia  | Bandera de Zambia  | 3 – 1 Archivado el 26 de agosto de 2017 en Wayback Machine.     | Bandera de Argelia | Argelia   |
| 4 de septiembre de 2017 | Yaundé      | Camerún | Bandera de Camerún | 1 – 1 Archivado el 26 de agosto de 2017 en Wayback Machine.     | Bandera de Nigeria | Nigeria   |
| 5 de septiembre de 2017 | Constantina | Argelia | Bandera de Argelia | 0 – 1 Archivado el 26 de agosto de 2017 en Wayback Machine.     | Bandera de Zambia  | Zambia    |
| 7 de octubre de 2017    | Uyo         | Nigeria | Bandera de Nigeria | 1 – 0 Archivado el 26 de agosto de 2017 en Wayback Machine.     | Bandera de Zambia  | Zambia    |
| 7 de octubre de 2017    | Yaundé      | Camerún | Bandera de Camerún | 2 – 0 Archivado el 26 de agosto de 2017 en Wayback Machine.     | Bandera de Argelia | Argelia   |
| 10 de noviembre de 2017 | Constantina | Argelia | Bandera de Argelia | 3 – 0 Archivado el 15 de octubre de 2017 en Wayback Machine.    | Bandera de Nigeria | Nigeria   |
| 11 de noviembre de 2017 | Ndola       | Zambia  | Bandera de Zambia  | 2 – 2 Archivado el 15 de octubre de 2017 en Wayback Machine.    | Bandera de Camerún | Camerún   |

### Grupo C
| Selección       | Pts. | PJ | PG | PE | PP | GF | GC | Dif |
| --------------- | ---- | -- | -- | -- | -- | -- | -- | --- |
| Marruecos       | 12   | 6  | 3  | 3  | 0  | 11 | 0  | 11  |
| Costa de Marfil | 8    | 6  | 2  | 2  | 2  | 7  | 5  | 2   |
| Gabón           | 6    | 6  | 1  | 3  | 2  | 2  | 7  | -5  |
| Malí            | 4    | 6  | 0  | 4  | 2  | 1  | 9  | -8  |

| Fecha                   | Lugar       | Local           |                            | Resultado                                                       |                            | Visitante       |
| ----------------------- | ----------- | --------------- | -------------------------- | --------------------------------------------------------------- | -------------------------- | --------------- |
| 8 de octubre de 2016    | Franceville | Gabón           | Bandera de Gabón           | 0 – 0 Archivado el 20 de septiembre de 2016 en Wayback Machine. | Bandera de Marruecos       | Marruecos       |
| 8 de octubre de 2016    | Bouaké      | Costa de Marfil | Bandera de Costa de Marfil | 3 – 1 Archivado el 20 de septiembre de 2016 en Wayback Machine. | Bandera de Mali            | Malí            |
| 12 de noviembre de 2016 | Bamako      | Malí            | Bandera de Mali            | 0 – 0 Archivado el 8 de noviembre de 2016 en Wayback Machine.   | Bandera de Gabón           | Gabón           |
| 12 de noviembre de 2016 | Marrakech   | Marruecos       | Bandera de Marruecos       | 0 – 0 Archivado el 8 de noviembre de 2016 en Wayback Machine.   | Bandera de Costa de Marfil | Costa de Marfil |
| 1 de septiembre de 2017 | Rabat       | Marruecos       | Bandera de Marruecos       | 6 – 0 Archivado el 26 de agosto de 2017 en Wayback Machine.     | Bandera de Mali            | Malí            |
| 2 de septiembre de 2017 | Libreville  | Gabón           | Bandera de Gabón           | 0 – 3 Archivado el 26 de agosto de 2017 en Wayback Machine.     | Bandera de Costa de Marfil | Costa de Marfil |
| 5 de septiembre de 2017 | Bouaké      | Costa de Marfil | Bandera de Costa de Marfil | 1 – 2 Archivado el 26 de agosto de 2017 en Wayback Machine.     | Bandera de Gabón           | Gabón           |
| 5 de septiembre de 2017 | Bamako      | Malí            | Bandera de Mali            | 0 – 0 Archivado el 26 de agosto de 2017 en Wayback Machine.     | Bandera de Marruecos       | Marruecos       |
| 6 de octubre de 2017    | Bamako      | Malí            | Bandera de Mali            | 0 – 0 Archivado el 26 de agosto de 2017 en Wayback Machine.     | Bandera de Costa de Marfil | Costa de Marfil |
| 7 de octubre de 2017    | Casablanca  | Marruecos       | Bandera de Marruecos       | 3 – 0 Archivado el 26 de agosto de 2017 en Wayback Machine.     | Bandera de Gabón           | Gabón           |
| 11 de noviembre de 2017 | Abiyán      | Costa de Marfil | Bandera de Costa de Marfil | 0 – 2 Archivado el 15 de octubre de 2017 en Wayback Machine.    | Bandera de Marruecos       | Marruecos       |
| 11 de noviembre de 2017 | Franceville | Gabón           | Bandera de Gabón           | 0 – 0 Archivado el 15 de octubre de 2017 en Wayback Machine.    | Bandera de Mali            | Malí            |

### Grupo D
| Selección    | Pts. | PJ | PG | PE | PP | GF | GC | Dif |
| ------------ | ---- | -- | -- | -- | -- | -- | -- | --- |
| Senegal      | 14   | 6  | 4  | 2  | 0  | 10 | 3  | 7   |
| Burkina Faso | 9    | 6  | 2  | 3  | 1  | 10 | 6  | 4   |
| Cabo Verde   | 6    | 6  | 2  | 0  | 4  | 4  | 12 | -8  |
| Sudáfrica    | 4    | 6  | 1  | 1  | 4  | 7  | 10 | -3  |

| Fecha                   | Lugar         | Local        |                         | Resultado                                                       |                         | Visitante    |
| ----------------------- | ------------- | ------------ | ----------------------- | --------------------------------------------------------------- | ----------------------- | ------------ |
| 8 de octubre de 2016    | Dakar         | Senegal      | Bandera de Senegal      | 2 – 0 Archivado el 23 de septiembre de 2016 en Wayback Machine. | Bandera de Cabo Verde   | Cabo Verde   |
| 8 de octubre de 2016    | Uagadugú      | Burkina Faso | Bandera de Burkina Faso | 1 – 1 Archivado el 23 de septiembre de 2016 en Wayback Machine. | Bandera de Sudáfrica    | Sudáfrica    |
| 12 de noviembre de 2016 | Praia         | Cabo Verde   | Bandera de Cabo Verde   | 0 – 2 Archivado el 8 de noviembre de 2016 en Wayback Machine.   | Bandera de Burkina Faso | Burkina Faso |
| 10 de noviembre de 2017 | Polokwane     | Sudáfrica    | Bandera de Sudáfrica    | 0 – 2 Archivado el 15 de octubre de 2017 en Wayback Machine.    | Bandera de Senegal      | Senegal      |
| 1 de septiembre de 2017 | Praia         | Cabo Verde   | Bandera de Cabo Verde   | 2 – 1 Archivado el 26 de agosto de 2017 en Wayback Machine.     | Bandera de Sudáfrica    | Sudáfrica    |
| 2 de septiembre de 2017 | Dakar         | Senegal      | Bandera de Senegal      | 0 – 0 Archivado el 26 de agosto de 2017 en Wayback Machine.     | Bandera de Burkina Faso | Burkina Faso |
| 5 de septiembre de 2017 | Uagadugú      | Burkina Faso | Bandera de Burkina Faso | 2 – 2 Archivado el 26 de agosto de 2017 en Wayback Machine.     | Bandera de Senegal      | Senegal      |
| 5 de septiembre de 2017 | Durban        | Sudáfrica    | Bandera de Sudáfrica    | 1 – 2 Archivado el 26 de agosto de 2017 en Wayback Machine.     | Bandera de Cabo Verde   | Cabo Verde   |
| 7 de octubre de 2017    | Johannesburgo | Sudáfrica    | Bandera de Sudáfrica    | 3 – 1 Archivado el 26 de agosto de 2017 en Wayback Machine.     | Bandera de Burkina Faso | Burkina Faso |
| 7 de octubre de 2017    | Praia         | Cabo Verde   | Bandera de Cabo Verde   | 0 – 2 Archivado el 26 de agosto de 2017 en Wayback Machine.     | Bandera de Senegal      | Senegal      |
| 14 de noviembre de 2017 | Uagadugú      | Burkina Faso | Bandera de Burkina Faso | 4 – 0 Archivado el 15 de octubre de 2017 en Wayback Machine.    | Bandera de Cabo Verde   | Cabo Verde   |
| 14 de noviembre de 2017 | Dakar         | Senegal      | Bandera de Senegal      | 2 – 1 Archivado el 15 de octubre de 2017 en Wayback Machine.    | Bandera de Sudáfrica    | Sudáfrica    |

### Grupo E
| Selección | Pts. | PJ | PG | PE | PP | GF | GC | Dif |
| --------- | ---- | -- | -- | -- | -- | -- | -- | --- |
| Egipto    | 13   | 6  | 4  | 1  | 1  | 8  | 4  | 4   |
| Uganda    | 9    | 6  | 2  | 3  | 1  | 3  | 2  | 1   |
| Ghana     | 7    | 6  | 1  | 4  | 1  | 7  | 5  | 2   |
| Congo     | 2    | 6  | 0  | 2  | 4  | 5  | 12 | -7  |

| Fecha                   | Lugar        | Local  |                                | Resultado                                                       |                                | Visitante |
| ----------------------- | ------------ | ------ | ------------------------------ | --------------------------------------------------------------- | ------------------------------ | --------- |
| 7 de octubre de 2016    | Tamale       | Ghana  | Bandera de Ghana               | 0 – 0 Archivado el 20 de septiembre de 2016 en Wayback Machine. | Bandera de Uganda              | Uganda    |
| 9 de octubre de 2016    | Brazaville   | Congo  | Bandera de República del Congo | 1 – 2 Archivado el 16 de diciembre de 2017 en Wayback Machine.  | Bandera de Egipto              | Egipto    |
| 12 de noviembre de 2016 | Kampala      | Uganda | Bandera de Uganda              | 1 – 0 Archivado el 15 de octubre de 2016 en Wayback Machine.    | Bandera de República del Congo | Congo     |
| 13 de noviembre de 2016 | Borg El Arab | Egipto | Bandera de Egipto              | 2 – 0 Archivado el 16 de diciembre de 2017 en Wayback Machine.  | Bandera de Ghana               | Ghana     |
| 31 de agosto de 2017    | Kampala      | Uganda | Bandera de Uganda              | 1 – 0 Archivado el 9 de octubre de 2017 en Wayback Machine.     | Bandera de Egipto              | Egipto    |
| 1 de septiembre de 2017 | Kumasi       | Ghana  | Bandera de Ghana               | 1 – 1 Archivado el 26 de agosto de 2017 en Wayback Machine.     | Bandera de República del Congo | Congo     |
| 5 de septiembre de 2017 | Alejandría   | Egipto | Bandera de Egipto              | 1 – 0 Archivado el 24 de enero de 2018 en Wayback Machine.      | Bandera de Uganda              | Uganda    |
| 5 de septiembre de 2017 | Brazzaville  | Congo  | Bandera de República del Congo | 1 – 5 Archivado el 26 de agosto de 2017 en Wayback Machine.     | Bandera de Ghana               | Ghana     |
| 7 de octubre de 2017    | Kampala      | Uganda | Bandera de Uganda              | 0 – 0 Archivado el 16 de junio de 2017 en Wayback Machine.      | Bandera de Ghana               | Ghana     |
| 8 de octubre de 2017    | Borg El Arab | Egipto | Bandera de Egipto              | 2 – 1 Archivado el 12 de diciembre de 2017 en Wayback Machine.  | Bandera de República del Congo | Congo     |
| 12 de noviembre de 2017 | Brazaville   | Congo  | Bandera de República del Congo | 1 – 1 Archivado el 15 de octubre de 2017 en Wayback Machine.    | Bandera de Uganda              | Uganda    |
| 12 de noviembre de 2017 | Kumasi       | Ghana  | Bandera de Ghana               | 1 – 1 Archivado el 1 de diciembre de 2017 en Wayback Machine.   | Bandera de Egipto              | Egipto    |

## Goleadores
| \| Mohamed Salah \| |
| Mohamed Salah       |

| Mohamed Salah |

| Khalid Boutaïb |
| Islam Slimani  |

| Fiston Abdul Razak |
| William Jebor      |

| Moussa Maâzou |

| Farouk Miya |

| Khalid Boutaïb |
| Islam Slimani  |

| Fiston Abdul Razak |
| William Jebor      |

| Moussa Maâzou |

| Farouk Miya |

## Clasificados
| Bandera de Túnez | Bandera de Nigeria | Bandera de Marruecos | Bandera de Senegal | Bandera de Egipto |
| Túnez            | Nigeria            | Marruecos            | Senegal            | Egipto            |
| 1.° Grupo A      | 1.° Grupo B        | 1.° Grupo C          | 1.° Grupo D        | 1.° Grupo E       |